# 三好修
三好　修（みよし おさむ、1955年2月1日 - ）は、日本の実業家。三好不動産代表取締役社長。福岡県出身。
公益財団法人日本賃貸住宅管理協会直前会長兼九州ブロック長。公益社団法人全国賃貸住宅経営者協会連合会副会長兼福岡県支部長。
ＮＰＯ法人九州定期借地借家権推進機構理事長。全国賃貸管理ビジネス協会副会長。福岡商工会議所第１号議員。
平成２２年７月１２日建設事業関係功労者等国土交通大臣表彰。
平成２４年黄綬褒章受章

## 略歴
- 1977年：西南学院大学法学部卒業
- 1977年：積水ハウス株式会社入社
- 1980年：株式会社三好不動産入社
- 1993年：株式会社三好不動産代表専務取締役就任
- 1998年：株式会社三好不動産代表取締役社長就任[1]